# Le Grand Goulet
Ne doit pas être confondu avec Grands Goulets.
Pour les articles homonymes, voir Goulet.
Le Grand Goulet est une gorge de France située en Savoie, au sud-ouest de Chambéry et au nord de Grenoble.

## Description
Dépourvu de cours d'eau, le Grand Goulet forme une petite vallée sèche du massif de la Chartreuse sur la commune de Saint-Christophe, en aval de Saint-Jean-de-Couz et en amont de Saint-Christophe-sur-Guiers, des Échelles et d'Entre-deux-Guiers, en bordure de la plaine du Guiers. Elles sont parcourues par une ancienne voie sarde tandis que le tunnel des Échelles emprunté par la route départementale 1006 franchit l'obstacle formé par la gorge en amont de celle-ci. La voie sarde franchit l'ancienne frontière entre le royaume de Sardaigne et la province du Dauphiné de la Couronne de France juste au sud, au niveau du pont Saint-Martin qui enjambe le Guiers Vif à la sortie des gorges de l'Échaillon.
Le monument Charles-Emmanuel II marque l'entrée aval de la gorge tandis que les grottes de Saint-Christophe en marquent l'entrée amont.

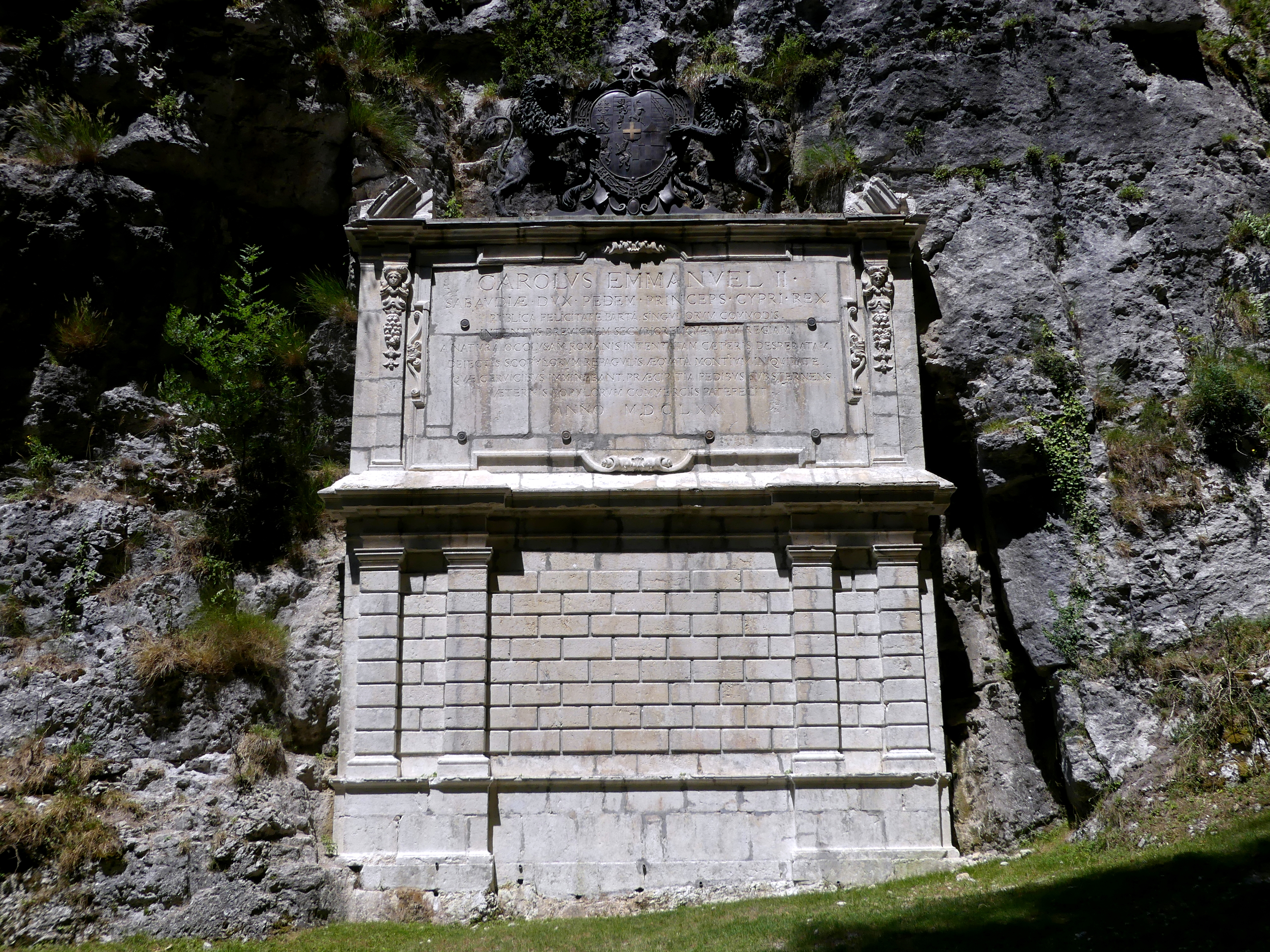
Monument à Charles-Emmanuel II à l'entrée aval de la gorge.